# Rza Cəfərov
Rza İsa oğlu Cəfərov (3 luglio 2003) è un calciatore azero, portiere del Neftçi Baku e della nazionale azera.

## Carriera

### Club
È cresciuto nel settore giovanile del Neftçi Baku ed ha debuttato in prima squadra il 5 novembre 2022 nell'incontro di Premyer Liqası pareggiato 2-2 contro il Sumqayıt.

### Nazionale
Ha giocato nelle nazionale azera Under-21.
Il 16 marzo 2024 ha ricevuto la prima convocazione con la nazionale maggiore ed una settimana dopo ha debuttato giocando titolare l'amichevole vinta 1-0 contro la Mongolia.

## Statistiche

### Presenze e reti nei club
Statistiche aggiornate al 19 gennaio 2025.
| Stagione        | Squadra         | Campionato      | Campionato | Campionato | Coppe nazionali | Coppe nazionali | Coppe nazionali | Coppe continentali | Coppe continentali | Coppe continentali | Altre coppe | Altre coppe | Altre coppe | Totale | Totale | Totale |
| Stagione        | Squadra         | Comp            | Pres       | Reti       | Comp            | Pres            | Reti            | Comp               | Pres               | Reti               | Comp        | Pres        | Reti        | Pres   | Reti   |        |
| --------------- | --------------- | --------------- | ---------- | ---------- | --------------- | --------------- | --------------- | ------------------ | ------------------ | ------------------ | ----------- | ----------- | ----------- | ------ | ------ | ------ |
| 2022-2023       | Neftçi Baku     | PL              | 1          | -2         | CA              | 0               | 0               | UECL               | 0                  | 0                  | -           | -           | -           | 1      | -2     |        |
| 2023-2024       | Neftçi Baku     | PL              | 23         | -28        | CA              | 4               | -7              | UECL               | 0                  | 0                  | -           | -           | -           | 27     | -35    |        |
| 2024-2025       | Neftçi Baku     | PL              | 17         | -26        | CA              | 0               | 0               | -                  | -                  | -                  | -           | -           | -           | 17     | -26    |        |
| Totale carriera | Totale carriera | Totale carriera | 41         | -56        |                 | 4               | -7              |                    | 0                  | 0                  |             | -           | -           | 45     | -63    |        |

### Cronologia presenze e reti in nazionale
| Cronologia completa delle presenze e delle reti in nazionale ― Azerbaigian | Cronologia completa delle presenze e delle reti in nazionale ― Azerbaigian | Cronologia completa delle presenze e delle reti in nazionale ― Azerbaigian | Cronologia completa delle presenze e delle reti in nazionale ― Azerbaigian | Cronologia completa delle presenze e delle reti in nazionale ― Azerbaigian | Cronologia completa delle presenze e delle reti in nazionale ― Azerbaigian | Cronologia completa delle presenze e delle reti in nazionale ― Azerbaigian | Cronologia completa delle presenze e delle reti in nazionale ― Azerbaigian |
| Data                                                                       | Città                                                                      | In casa                                                                    | Risultato                                                                  | Ospiti                                                                     | Competizione                                                               | Reti                                                                       | Note                                                                       |
| -------------------------------------------------------------------------- | -------------------------------------------------------------------------- | -------------------------------------------------------------------------- | -------------------------------------------------------------------------- | -------------------------------------------------------------------------- | -------------------------------------------------------------------------- | -------------------------------------------------------------------------- | -------------------------------------------------------------------------- |
| 22-3-2023                                                                  | Baku                                                                       | Azerbaigian                                                                | 1 – 0                                                                      | Mongolia                                                                   | Amichevole                                                                 | -                                                                          |                                                                            |
| 16-11-2024                                                                 | Qəbələ                                                                     | Azerbaigian                                                                | 0 – 2                                                                      | Estonia                                                                    | UEFA Nations League 2024-2025                                              | -                                                                          |                                                                            |
| 19-11-2024                                                                 | Solna                                                                      | Svezia                                                                     | 6 – 0                                                                      | Azerbaigian                                                                | UEFA Nations League 2024-2025                                              | -6                                                                         |                                                                            |
| 25-3-2025                                                                  | Masazır                                                                    | Azerbaigian                                                                | 0 – 2                                                                      | Bielorussia                                                                | Amichevole                                                                 | -2                                                                         |                                                                            |
| 7-6-2025                                                                   | Riga                                                                       | Lettonia                                                                   | 0 – 0                                                                      | Azerbaigian                                                                | Amichevole                                                                 | -                                                                          |                                                                            |
| 10-6-2025                                                                  | Baku                                                                       | Azerbaigian                                                                | 1 – 2                                                                      | Ungheria                                                                   | Amichevole                                                                 | -2                                                                         |                                                                            |
| Totale                                                                     |                                                                            | Presenze                                                                   | 6                                                                          |                                                                            | Reti                                                                       | -10                                                                        |                                                                            |